# 異国の香り〜アメリカン・ソングス
『異国の香り〜アメリカン・ソングス』（原題：A Foreign Sound）は、ブラジル人ミュージシャン、カエターノ・ヴェローゾが2004年に発表したアルバム。全曲とも英語詞の楽曲のカバーである。

## 背景
殆どの曲はアメリカの歌だが、「愛のフィーリング」のみブラジル人ミュージシャンのカバーで、ヴェローゾ自身はこの曲について「ブラジル人が書いた偽アメリカン・ソング」とコメントしている。一方、「カリオカ」はブラジルを題材とした曲だが、元はアメリカ映画『空中レヴュー時代』の挿入歌で、ヴェローゾは「アメリカ人が書いた偽ブラジリアン・ソング」と語っている。
「イッツ・オールライト・マ」はボブ・ディランのカバーで、本作の原題『A Foreign Sound』は、この曲の歌詞に登場するフレーズから取られた。「ネイチャー・ボーイ」はナット・キング・コールの歌唱で知られる曲のカバーで、ヴェローゾは1986年のライヴ・アルバム『トータルメンチ・ヂマイス』でも、この曲を取り上げている。「カム・アズ・ユー・アー」はニルヴァーナがアルバム『ネヴァーマインド』（1991年）で発表した曲のカバーで、ヴェローゾは「『ネヴァーマインド』は美しいロック・レコードで、本当に詩的だ」と語っている。「デタッチド」は、DNAが映画『Downtown 81』において演奏した曲のカバー。
日本盤とヨーロッパ盤はボーナス・トラックが異なる。また、ノンサッチ・レコードから発売されたアメリカ盤CDは、一部の曲が外された代わりに、日本盤にもヨーロッパ盤にも収録されていない「Always」（アーヴィング・バーリン作のスタンダード・ナンバー）と「(Nothing But) Flower」（トーキング・ヘッズのカバー）が含まれており、曲順も変更された。

## 反響
母国ブラジルではゴールド・ディスクに認定された。また、本作はポルトガルでも大ヒットし、同国のアルバム・チャートでは3週連続で3位を記録して、12週にわたりトップ30入りした。アメリカでは総合アルバム・チャートのBillboard 200には入らなかったが、『ビルボード』のワールド・ミュージック・アルバム・チャートでは自己最高の2位を記録し、トップ・ヒートシーカーズでは41位を記録。

## 評価
ジョン・ブッシュはオールミュージックにおいて5点満点中4.5点を付け「ヴェローゾはこれらのスタンダードを、彼自身の鋭敏な解釈の才能、緻密かつ明晰な表現、いずれの曲にも完璧にフィットしたアレンジをまとめ上げる能力と巧みに組み合わせることで変身させた」と評している。また、Stephen M. Deusnerはピッチフォークのレビューにおいて10点満点中8.8点を付け「ヴェローゾはこれらの歌の再解釈を試みて、アメリカ人の耳には新鮮かつ異国情緒的に響くようにしようとした。そして、大部分は成功している」と評している。
一方、Robin Denselowは『ガーディアン』紙のレビューで5点満点中2点を付け、「ラヴ・フォー・セール」、「サマータイム」、「ゼア・ウィル・ネヴァー・ビー・アナザー・ユー」のカバーを成功例として挙げながらも「幾つかの曲では、ヴェローゾのとてもクールかつ親しみやすいボーカルが見事にはまっているとはいえ、幾つかの曲は楽しいが退屈で、残りの曲は全くの失敗」と評している。

## 収録曲
1. カリオカ - "Carioca (The Carioca)" (Edward Eliscu, Gus Kahn, Vincent Youmans) - 3:33
2. ソー・イン・ラヴ - "So in Love" (Cole Porter) - 5:30
3. 瞳は君ゆえに - "I Only Have Eyes for You" (Harry Warren, Al Dubin) - 1:20
4. イッツ・オールライト・マ - "It's Alright, Ma (I'm Only Bleeding)" (Bob Dylan) - 6:07
5. ボディ・アンド・ソウル - "Body and Soul" (Robert Sour, Edward Heyman, Johnny Green, Frank Eyton) - 3:30
6. ネイチャー・ボーイ - "Nature Boy" (Eden Ahbez) - 1:58
7. ザ・マン・アイ・ラヴ - "The Man I Love" (George Gershwin, Ira Gershwin) - 4:09
8. ゼア・ウィル・ネヴァー・ビー・アナザー・ユー - "There Will Never Be Another You" (Harry Warren, Mack Gordon) - 1:47
9. 煙が目にしみる - "Smoke Gets in Your Eyes" (Jerome Kern, Otto Harbach) - 2:38
10. ダイアナ - "Diana" (Paul Anka) - 3:28
11. ソフィスティケイテッド・レディ - "Sophisticated Lady" (Duke Ellington, Mitchell Parish, Irving Mills) - 5:19
12. カム・アズ・ユー・アー - "Come as You Are" (Kurt Cobain) - 4:16
13. 愛のフィーリング - "Feelings" (Morris Albert, Louis Gasté) - 4:32
14. サマータイム - "Summertime" (DuBose Heyward, G. Gershwin, I. Gershwin, Dorothy Heyward) - 2:33
15. デタッチド - "Detached" (Arto Lindsay, Ikue Mori, Tim Wright) - 1:30
16. さらばジャマイカ - "Jamaica Farewell" (Lord Burgess) - 2:44
17. ラヴ・フォー・セール - "Love for Sale" (C. Porter) - 2:38
18. クライ・ミー・ア・リヴァー - "Cry Me a River" (Arthur Hamilton) - 3:10
19. イフ・イッツ・マジック - "If It's Magic" (Stevie Wonder) - 3:03
20. サムシング・グッド - "Something Good" (Richard Rodgers, Oscar Hammerstein II) - 1:38
21. スターダスト - "Stardust" (Hoagy Carmichael, M. Parish) - 3:25
22. ブルー・スカイ - "Blue Skies" (Irving Berlin) - 2:48

### 日本盤ボーナス・トラック
1. ラヴ・ミー・テンダー - "Love Me Tender" (Elvis Presley, Vera Matson) - 3:24

### ヨーロッパ盤ボーナス・トラック
1. "Manhattan" (R. Rodgers, Lorenz Hart) - 3:58

### アメリカ盤CD
1. "Carioca (The Carioca)" (E. Eliscu, G. Kahn, V. Youmans)
2. "So in Love" (C. Porter)
3. "Always" (I. Berlin)
4. "Come as You Are" (K. Cobain)
5. "Feelings" (M. Albert, L. Gasté)
6. "Love for Sale" (C. Porter)
7. "The Man I Love" (G. Gershwin, I. Gershwin)
8. "Smoke Gets in Your Eyes" (J. Kern, Otto Harbach)
9. "Cry Me a River" (A. Hamilton)
10. "Jamaica Farewell" (L. Burgess)
11. "Nature Boy" (E. Ahbez)
12. "(Nothing But) Flowers" (David Byrne, Chris Frantz, Jerry Harrison, Tina Weymouth)
13. "Manhattan" (R. Rodgers, L. Hart)
14. "Diana" (P. Anka)
15. "Summertime" (DuBose Heyward, G. Gershwin, I. Gershwin, Dorothy Heyward)
16. "It's Alright, Ma (I'm Only Bleeding)" (B. Dylan)
17. "Love Me Tender" (E. Presley, V. Matson)
18. "Body and Soul" (R. Sour, E. Heyman, J. Green, F. Eyton)
19. "If It's Magic" (S. Wonder)
20. "Detached" (A. Lindsay, I. Mori, T. Wright)
21. "Something Good" (R. Rodgers, O. Hammerstein II)
22. "Blue Skies" (I. Berlin)